# ملاحة (رصد)

تعديل مصدري - تعديل

ملاحه هي إحدى قرى عزلة القارة بمديرية رصد التابعة لمحافظة أبين، بلغ تعداد سكانها 320 نسمة حسب تعداد اليمن لعام 2004.اشتهرت سابقاً بزراعة البن والدخن والشام والليمون وتربية النحل ويعتبر عسل ملاحه من اجود أنواع العسل اليافعي[بحاجة لمصدر].